# Mauro Stendel
Mauro Abel Stendel (Buenos Aires, 11 de mayo de 1995) es un empresario, activista, y autor argentino de origen judío. Es más conocido por enviar 256 palas al Congreso de la Nación Argentina en protesta por el trabajo de los diputados.
Stendel dirige varias empresas, incluidas Quantink Ventures, Oceanik Seafood y Nueva Universidad de Magnates.

## Biografía
Nació en 1995 en Buenos Aires, Argentina. En 2012, Stendel dejó Argentina para perseguir objetivos comerciales. Se unió a la Unidad Duvdevan en Israel. En 2018 se mudó a Nueva York.
A través de su fondo de riesgo Noganet, Stendel ingresó al negocio de la pesca con una inversión de 1,5 millones de dólares en Noganet, empresa que ingresa productos pesqueros sudamericanos al mercado argentino.
En 2022, Stendel envió 256 palas al Congreso de la Nación Argentina, para la Cámara de Diputados de la Nación Argentina de 257 escaños, con el mensaje "se pongan a laburar". No incluyó a Javier Milei.